# Obârșia Mioriței
Miza localizării obârșiei baladei populare Miorița s-a dovedit a fi foarte mare. Abordările pe această temă au fost marcate, în mod aproape exclusiv, de o doză substanțială de subiectivism, partinism și patriotism local. Argumentele cele mai solide au pălit în ochii exegeților, dacă acestea vizau o obârșie diferită decât cea a propriului ținut natal.

## Vrancea

### Anii 1840 -- Vasile Alecsandri
La început, Vasile Alecsandri (născut la Bacău) avea toate motivele să creadă și să susțină că balada Miorița provine din Munții Vrancei, devreme ce amicul său, Alecu Russo, susținuse că o descoperise la Soveja (în 1846). Necunoscându-se, în mod obiectiv, amănunte despre circulația baladei sau despre soarta variantelor din Muntenia, Dobrogea, Oltenia, Banat sau Transilvania, Vasile Alecsandri nu putea să-i ofere decât o locație vrânceană. 
În 1866 însă, în culegerea Poezii populare ale românilor, Vasile Alecsandri inserează o notă în care afirmă că „Această baladă a Dolcăi, precum și aceea a Mioriței, le-am cules din gura unui baciu, anume Udrea, de la stâna de pe muntele Ceahlău ... la anul 1842 ... ”. Nu voia astfel decât să apropie obârșia Mioriței de regiunea sa natală – un sindrom al paternității de care vor suferi aproape toți exegeții. 

### Anii 1920
Istoricul A.D. Xenopol (1847-1920) indică Moldova drept loc de obârșie a Mioriței, iar Gheorghe Maior propune loc de baștină al baladei zona Oituz, la nord de Munții Vrancei. Fidel susținător al primei teorii alecsandriene, Ovid Densușianu (1922) pledează pentru originea vrânceană, deși el se trage din părțile Făgărașului.

### Anii 1940
Mihail Sadoveanu (1944, născut la Pașcani) – a fost consecvent în elogierea Vrancei: „Această Mioriță așa de suavă, așa de artistică, unică între cântecele popoarelor, prin ce misiune oare s-a născut pe aceste plaiuri (vrâncene)?” 
Simion Mehedinți 1946) avea însă motive suplimentare să liciteze pentru această zonă, deoarece s-a născut chiar la Soveja: „În Vrancea, unde s-a născut balada Miorița, un munte se cheamă și azi Răiuț, adică «raiul mic»”. 

### Anii 1960
Adrian Fochi (1964) – născut la Cernăuți – n-a agreat niciodată această teză: Miorița e „cu atât mai puțin vrânceană, cum ar dori-o patriotismul local al unui folclorist din acea parte a țării”. Copleșit însă de perseverența „moldovenilor”, în anul 1964 A. Fochi realizează un compromis. Fiind un susținător fervent al obârșiei transilvănene a Mioriței, el afirmă că ulterior concepției versiunii-colind a existat un al doilea moment decisiv în evoluția textului, de data aceasta în Vrancea: „…celui de-al doilea moment din geneza Mioriței, respectiv momentul nașterii versiunii baladă” îi putem stabili „fără șovăire ca zonă genetică – Vrancea” 
Gheorghe Vrabie (1966) – născut la Voinești, județul Vaslui – se situează, de asemenea, în tabăra „vrâncenilor”, atunci când vorbește despre „…arhetipul vrâncean, în chiar locul de baștină…” , iar Geo Bogza (1971) – născut la Ploiești – afirmă, într-un articol publicat în Contemporanul că Vrancea „nu e numai locul de origine al Mioriței, ci și epicentrul celor mai multe cutremure ce ne zguduie țara…”. 

### Anii 1960 - 1980  -- Ion Diaconu
Ion Diaconu (1930) (născut la Spinești, județul Vrancea), decide să-și dedice întreaga viață întocmirii unei monografii a variantelor mioritice din Ținutul Vrancei, pentru a căuta argumente ferme și definitive în favoarea obârșiei vrâncene a Mioriței: „Textul de artă și melodia cea mai expresivă a Mioriței s-au structurat într-un peisaj de excepțională măreție naturală și într-un mediu etnografic în care sinergia geniului poetic popular primitiv a fost unică (…). Mediul plăsmuirii originale de artă credem că a fost lumea păstoritului vrâncean, iar cadrul geografic erau plaiurile munților Vrancei, al căror pitoresc depășesc – după prozatorul ardelean Ioan Slavici – frumusețile munților din Transilvania și Muntenia” 

## Transilvania

### Anii 1890
Profesor universitar în capitala Moldovei, Aron Densușianu (1895) nu uită nici o clipă zona sa de baștină (născut la Densuș, județul Făgăraș), motiv pentru care nu va ezita să respingă teoria odobesciană, a obârșiei în spațiul macedo-român, și să formuleze o aserțiune privind originea mocănească a Mioriței. Ținutul Făgărașului și al Mărginimii Sibiului, pastoral prin excelență, i-a inspirat lui Aron Densușianu scenarii suficient de vrednice pentru a fi crezute. Multe decenii mai târziu, cercetările sistematice ale lui Adrian Fochi în această zonă aveau să pună în evidență un lucru frapant: comunitatea de păstori sibieni cunoșteau în mică măsură cântecul mioritic.

### După anii1900
După 1900, George Coșbuc (născut la Hordou, județul Bistrița-Năsăud) pledează și el pentru originea „bârsană”, deci transilvăneană, a baladei, iar Leontin Ghergariu (1897-1980) (născut în comuna Nădlac, județul Arad) identifică în versiunea colind tipul fata de maior, specific regiunii Jiboului și opinează pentru originea ardelenească, în speță sălăjeană a Mioriței. Datorită lipsei de argumente a lui L. Ghergariu, A. Fochi conchide: „Este evident aici vorba de o exagerare, a cărei origine o găsim în patriotismul local al culegătorului”.
Adrian Fochi (1964), în capitolul rezervat concluziilor, pledează cu convingere pentru cauza variantelor transilvănene. Deoarece afirmațiile sale aveau greutatea și autoritatea dată de cercetarea a 930 de texte (cuprinse în prima antologie națională), teoria sa a bulversat întregul sistem de analize efectuate până atunci: „Credem că prima versiune a Mioriței s-a născut în zona de Nord Est a Transilvaniei, în regiunea dintre Munții Rodnei și Munții Călimanului, unde și astăzi circulă cu destulă intensitate în forma sa cea mai simplă” (p. 539).

## Teoria involuției colindei
Ovid Densușianu (1922) s-a dovedit a fi un deschizător de drum în schițarea teoriei involuției, dar beneficiază de circumstanțe atenuante, deoarece la începutul secolului numărul variantelor-colind publicate era extrem de redus: „ … Prin unele părți, în special în Ardeal, ea (Miorița) se mai aude schimbată în colind, numai în câteva versiuni scăzute și monotone.” 
Pavel Apostol (1964) susține faptul că în Transilvania variantele mioritice au fost generate de baladele extra-carpatice: „Paralel cu formarea versiunii baladă, elementul tematic a generat în Transilvania o versiune-colind” 
Cititor atent al studiului Apostol- Fochi (1964), Mircea Eliade (1970, născut la București) preia anumite informații din monografie și le reformulează în comentariul dedicat mioarei năzdrăvane. Acesta este motivul pentru care regăsim în concepția eliadiană teza „integrării” și a „adaptării” baladei Miorița în repertoriul colindelor transilvănene: „În Transilvania, Miorița se întâlnește și sub formă de baladă, dar este mai ales cunoscută sub formă de colind. Evident, odată integrată în repertoriul colindelor, Miorița s-a adaptat condițiilor specifice acestui gen de literatură orală”. Cu toate acestea, Mircea Eliade sesizează în colinde „stadiile cele mai arhaice ale spiritualității românești”. 
Octavian Buhociu (1979) respinge și el teza potrivit căreia variantele transilvănene ar fi anterioare variantelor moldo-muntene, deoarece nu-și imaginează „cum s-a trecut de la colindă la cântecul Mioarei”. În viziunea sa, varianta transilvăneană este o sinteză a baladei, din care s-a eliminat unul dintre protagoniști, adică mioara. 
Mai puțin subtil s-a dovedit a fi Ion Diaconu (1930), atunci când și-a mărturisit fără ocolișuri dezaprobarea și desconsiderarea față de Miorița-colind, pe care o consideră „resturi inexpresive” rezultate dintr-o „puternică dezagregare” a unei capodopere poetice, Miorița-baladă. 

## Replica „ardelenilor”
Sistemul de referință al colindelor se deosebește de cel al baladelor și dezvoltă preponderent un substrat mitologic, o atmosferă fabuloasă, „cu rituri demult apuse”, și nu relatează despre anume evenimente istorice, figuri legendare ori împărați. „Unele tipuri de colindă nu le întâlnim decât la noi (la români, comparativ cu alte popoare - n.n.) în întruchipări artistice deosebite și de mare vechime istorică. Așa, de pildă, sunt colindele cu tema «nașterea din piatră», «miorița», «leul», «ciuta năzdrăvană», «vânători preschimbați în cerbi»” (Stancu Ilin, 1985). 
Același apel la o istorie îndepărtată și la evidențe ce suportă cu dificultate o contrareplică a venit și din partea profesorului maramureșean Mihai Pop (1980, născut la Glod, Maramureș), „ ... Nu ne mirăm că în poezia colindelor de la noi există Miorița, Meșterul Manole, Soarele și Luna, colindele cu Cerbul ș.a.m.d., fiindcă aceste colinde sunt, în fond, forme poetice ale unor vechi rituri”. 
Ion Taloș (1981) (născut la Prodănești, județul Sălaj): „Din păcate, mai toate cercetările de până acum au pornit de la varianta Alecsandri, care este punctul cel mai evoluat al unui proces în permanentă devenire, și n-au acordat atenția pe care o merită versiunea colind a temei”.  Cercetătorul sălăjean este de părere, în continuare, că versurile mai vechi ale textului mioritic se regăsesc în variantele cele mai simple, în colindele transilvănene, considerate fiind „formele cele mai arhaice”.
Un alt reprezentant al acestei generații este Ovidiu Bârlea (1967)(născut la Bârlești, județul Alba). „Nu mai încape îndoială că forma colindă păstrează stadiul cel mai arhaic al Mioriței și Meșterului Manole. Faptul epic este redus la esența lui în conformitate cu trăsăturile specifice ale colindei care exploatează doar semnificația, înțelesul ce se poate desprinde din fabulație, desfășurarea narațiunii cu etalarea întâmplărilor rămânând pe plan secund, subordonată acestui țel, în opoziție cu ce se petrece în baladă”. 

## Concluzii
Adrian Fochi (1980) a încercat să închidă acest capitol: „ ... trebuie să facem o precizare ce ni se pare extrem de importantă: Miorița nu e nici transilvăneană, nici moldoveană ( ... ), ci este o creație general românească, angajând stilul oral românesc, care e unul singur pentru tot poporul acesta”. 
Deși punctul terminus al discuțiilor va fi cu siguranță acesta, cercetătorii nu vor renunța la savoarea de a analiza teoriile legate de geneză, poligeneză sau existența unui presupus fond primar comun al întregului spațiu românesc, potrivit căruia oriunde pe cuprinsul acestui spațiu ar fi putut să ia naștere Miorița, un fond suficient de puternic și motivat pentru a-și pune amprenta asupra spiritualității românilor din cele trei provincii istorice. 